# Saint-Ouen-du-Tilleul
Saint-Ouen-du-Tilleul ist eine französische Gemeinde mit 1.777 Einwohnern (Stand: 1. Januar 2022) im Département Eure in der Region Normandie. Sie gehört zum Arrondissement Bernay und zum Kanton Grand Bourgtheroulde.

## Geographie
Saint-Ouen-du-Tilleul liegt etwa 16 Kilometer südsüdwestlich von Rouen. Umgeben wird Saint-Ouen-du-Tilleul von den Nachbargemeinden La Londe im Norden und Osten, Elbeuf im Süden und Südosten, Le Thuit de l’Oison im Südwesten sowie Bosroumois im Westen.

## Bevölkerungsentwicklung
| Jahr                      | 1793 | 1866 | 1901 | 1921 | 1946 | 1962 | 1968 | 1975 | 1982 | 1990 | 1999 | 2006 | 2013 |
| Einwohner                 | 388  | 601  | 416  | 328  | 355  | 403  | 616  | 984  | 1203 | 1521 | 1413 | 1542 | 1570 |
| Quelle: Cassini und INSEE |      |      |      |      |      |      |      |      |      |      |      |      |      |

## Sehenswürdigkeiten

Kirche Saint-Ouen

- Kirche Saint-Ouen